# Giovanni Barrella
Giovanni Barrella (* 30. November 1884 in Mailand; † 23. September 1967 in Erba) war ein italienischer Filmregisseur.

## Leben
Barrella war der Sohn eines Majors der napoleonischen Infanterie und besuchte die Akademie der Schönen Künste, bevor er neben Carlo Rota und später Edoardo Ferravilla in Dialektkomödien des Piemontesischen auf der Bühne stand. Es folgte ein Engagement am Teatro Argentina in Rom und für die Compagnia Lombarda von Alberto Colantuoni; schließlich gründete er 1927 seine eigene Dialekttruppe und inszenierte als Erstes El Nost Milan von Carlo Bertolazzi. 1931 gründete er eine weitere Gruppierung, die mit Paolo Bonecchio sich überwiegend dem Laienschauspiel widmete. Einige Stücke und Gedichte aus seiner Feder wurden veröffentlicht.
Nur selten sah man Barrella, „El Brumista“ (=„der Kutscher“), in Kinorollen; wenn, dann spielte er meist lombardische Herren als Charakterfiguren in Dramen.
Neben seiner schauspielerischen und schriftstellerische Tätigkeit war Barrella auch als Maler bekannt.

## Filmografie (Auswahl)
- 1912: Le dame nere
- 1951: Incantesimo tragico